# Oleksiy Lioubtchenko
Oleksiy Mykolaïovytch Lioubtchenko  (en ukrainien : Олексій Миколайович Любченко), né le 21 septembre 1971 à Orlovets, est un homme politique ukrainien.

## Biographie
Il est docteur en économie de l'Université d'économie de Kiev Vadym Hetman. Il est ministre puis vice-premier ministre du gouvernement Chmyhal et ministre de l'économie en remplacement de Ihor Petrachko.